# Лейден
Ле́йден (нидерл. Leiden, МФА: [ˈlɛidə(n)], лат. Lugdunum Batavorum) — город и община в нидерландской провинции Южная Голландия на реке Старый Рейн. По состоянию на 1 июня 2005 года население города Лейден составляло 118 321 жителей, вместе с пригородами (община) — около 390 000 жителей.

## История
Лейден появляется на страницах летописей в 922 году как владение епископа Утрехтского. В XII веке здесь был построен замок, вокруг которого велась бойкая торговля. Во время Столетней войны многие ипрские ткачи бежали в Лейден, заложив основу местной текстильной промышленности. В 1581 году в Лейдене развернули свою деятельность известные на всю Европу печатники Эльзевиры.
Во время Восьмидесятилетней войны город с мая по октябрь 1574 осаждали испанцы. Для снятия осады голландцам пришлось открыть шлюзы и затопить городские окрестности. Морские суда прибыли непосредственно в город и доставили лейденцам съестные припасы. В награду за храбрость горожан Вильгельм Оранский дал согласие на открытие в городе университета, ставшего в XVII веке крупнейшим центром протестантского образования.
- Вид на старую часть города
- Старая обсерватория

## Культура
Лейден — город каналов. Главнейшим из них является Rapenburg (Рапенбюрг), по мнению лейденских патриотов — самый красивый канал в мире.
Городской праздник — 3 октября (Leidens Ontzet — Снятие блокады Лейдена). В этот день празднуют конец осады города испанской армией в 1574 году. По традиции 3 октября утром едят сельдь с белым хлебом, а ужинают с традиционным голландским блюдом гюцпот (тушёное мясо с картофелем, морковью и луком).
В центре города на некоторых стенах написаны стихотворения, в том числе и русскоязычных поэтов:
- «Моим стихам» Марины Цветаевой, по адресу Nieuwsteeg 1
- «Ночь, улица, фонарь, аптека» Александра Блока, Thorbeckestraat 52
- «Когда умирают кони…» Велимира Хлебникова, Apothekersdijk 26
- «Ленинград» Осипа Мандельштама, Haagweg 29
- «Муза» Анны Ахматовой, Johan de Wittstraat 57.

## Университет
Лейден — типичный пример университетского города. Здесь находится самый старый университет в Нидерландах, основанный в 1575 году. В XVII веке это был крупнейший центр кальвинистского образования в Европе; с ним неразрывно связаны имена Гуго Гроция, Якоба Арминия, Иосифа Скалигера и Германа Бургаве.
Ныне в университете учатся около 14 000 студентов и есть 9 факультетов: археологический, медицинский, теологический, филологический, философский, юридический, а также факультеты математики и естественных наук, социальных наук и искусств.
При университете действуют знаменитая университетская библиотека, ботанический сад (учреждён в 1587 году) и лейденская ветвь Национального гербария Нидерландов.

## Достопримечательности
- Укрепление Бурхт (XI век).
- Ренессансное здание управления водным хозяйством Рейнских земель[англ.] (1596, реставрация 1878).
- Дом мер и весов (1658, реставрация 1957-58).
- Здание гильдии ткачей (1640), в котором с 1869 года помещается городской музей.
- Здание Физиевой библиотеки (1655).
- Дом отцов-пилигримов (1957) рассказывает о жизни в Лейдене основателей Плимутской колонии.
- Церковь св. Петра (XIV век) с надгробиями Арминия и Бургаве.
- Церковь св. Панкратия — яркий пример поздней готики (XV век).
- Естественно-научный музей «Натуралис»
- Музей ветряных мельниц.
- Государственный музей древностей с древнеегипетским храмом из Тафиса (I в. н. э.) - среди прочих экспонатов наиболее известная деревянная статуэтка Виллемстадского человечка[3].
- Национальный музей этнологии примечателен богатой коллекцией предметов африканской и восточной культур.
- Штаб-квартира компании IKEA.
- Homunculus loxodontus (Ждун) — скульптура перед детской больницей, ставшая интернет-мемом.

## Климат
| Показатель                 | Янв. | Фев. | Март | Апр. | Май  | Июнь | Июль | Авг. | Сен. | Окт. | Нояб. | Дек. | Год  |
| -------------------------- | ---- | ---- | ---- | ---- | ---- | ---- | ---- | ---- | ---- | ---- | ----- | ---- | ---- |
| Средний максимум, °C       | 6,2  | 6,6  | 9,8  | 14,0 | 17,0 | 19,8 | 21,6 | 21,6 | 19,6 | 14,9 | 10,6  | 6,7  | 14,0 |
| Средняя температура, °C    | 4,3  | 4,3  | 6,4  | 9,9  | 13,1 | 15,9 | 18,1 | 18,1 | 15,8 | 12,0 | 8,2   | 4,7  | 10,9 |
| Средний минимум, °C        | 2,4  | 1,9  | 3,1  | 5,8  | 9,3  | 12,1 | 14,5 | 14,5 | 11,9 | 9,2  | 5,9   | 2,7  | 7,8  |
| Норма осадков, мм          | 44   | 45   | 38   | 26   | 35   | 38   | 41   | 73   | 33   | 38   | 41    | 50   | 502  |
| Источник: weatheronline.uk |      |      |      |      |      |      |      |      |      |      |       |      |      |

## Города-побратимы
- Оксфорд, Великобритания (1946)
- Крефельд, Германия (1974)
- Торунь, Польша (1988)
- Хуигальпа, Никарагуа (1988)
- Buffalo City, ЮАР (1996)

## Известные уроженцы и жители города
- Рембрандт (1606—1669) — художник.
- Вильгельм II (1228—1256) — граф Голландии и Зеландии с 1235, король Германии (Вильгельм) с 3 октября 1247 года.
- Давид Байи (1584—1657) — художник золотого века Голландии.
- Герман Бургаве (1668—1738) — физик и гуманист.
- Альбинус, Бернард Зигфрид (1697—1770) — анатом.
- Брэдфорд, Уильям (1590—1657) — один из отцов-пилигримов и основателей Плимутской колонии на территории современного Массачусетса, США
- Герард Доу (1613—1675) — художник, принадлежит к кругу «малых голландцев».
- Энгелбрехтсен, Корнелис (1462—1527) — живописец, рисовальщик и художник по стеклу, учитель Лукаса и Артгена ван Лейденов.
- Ян ван Гойен (1596—1656) — художник-пейзажист.
- Иоанн Лейденский (1509—1536) — вождь мюнстерских анабаптистов.
- Лукас ван Лейден (1494—1533) — живописец и гравёр.
- Артген ван Лейден (1498—1564) — живописец и гравёр.
- Маринус ван дер Люббе (1909—1934) — признан виновным в поджоге Рейхстага в Берлине в 1933 году.
- Габриель Метсю (1629—1667) — художник, мастер жанровой, портретной и исторической живописи.
- Пост, Франс (1612—1680) — художник.
- Ян Стен (1626—1679) — художник.
- Якоб Торенвлит (1640—1719) — художник.
- Питер ван дер Аа (1659—1733) — издатель карт и атласов.
- Тео ван Дусбург (1883—1931) — нидерландский художник, архитектор и скульптор, теоретик искусства.
- Виллеброрд Снелл (1580—1626) — математик, физик и астроном.
- Ян Дидерик Ван-дер-Ваальс (1837—1923) — физик, лауреат Нобелевской премии по физике в 1910 г.
- Хейке Камерлинг-Оннес (1853—1926) — физик и химик.
- Хендрик Лоренц (1853—1928) — нидерландский физик.
- Питер Зееман (1865—1943) — физик, лауреат Нобелевской премии по физике в 1902 г., совместно с Хендриком Лоренцем.
- Виллем де Ситтер (1872—1934) — математик, физик, астроном.
- Пауль Эренфест (1880—1933) — физик.
- Хендрик Казимир (1909—2000) — физик.
- Ян Хендрик Оорт (1900—1992) — астроном.
- Виллем Эйнтховен (1860—1927) — врач, физиолог.
- Нина Фох (1924—2008) — американская актриса, преподаватель кинематографического искусства.
- Тиле, Корнелис Петер (1830—1902) — голландский учёный-теолог, историк религии, священник, ориенталист, педагог, один из основателей религиоведения.
- Армин ван Бюрен (1976—) — нидерландский музыкант, диджей и музыкальный продюсер.
- Верстег, Дейв (1976—) — шорт-трекист, четырёхкратный призёр чемпионата Европы по шорт-треку 1997, 1998, 1999, 2001 и 2005
- Гегард Мусаси (1985—) — профессиональный боец смешанных единоборств армянского происхождения.

## В астрономии
В честь Лейдена его латинским названием, назван астероид (1133) Лугдуна, открытый 13 сентября 1929 года нидерландским астрономом Хендриком ван Гентом в обсерватории Йоханнесбурга.